# Victor Carton Vidal
Victor Carton Vidal (1902 – 11 d'abril de 1970) va ésser un polític irlandés. Va ésser membre del Seanad Éireann des 1954 fins a 1969. Va ser elegit per primera vegada com a 8th Seanad l'any 1954 pel Labour Panel, i reelegit a les eleccions de 1957, 1961 i 1965. No va presentar-se a les eleccions de 1969. Va presentar-se a les eleccions de Dáil Éireann en quatre ocasions però mai va sortir elegit.